# Yoshitoshi
Tsukioka Yoshitoshi (Japonés: 月岡 芳年?), también conocido como Taiso Yoshitoshi (Japonés: 大蘇 芳年?) (30 de abril de 1839 – 9 de junio de 1892) fue un artista japonés de finales del periodo Edo y principios del Meiji especializado en el grabado ukiyo-e. Yositoshi fue uno de los artistas de xilografía del siglo XIX más reconocidos en Japón. Llegó a aparecer en la lista de los cinco mejores maestros de ukiyo-e del periodo Meiji publicada en la Lista de los maestros artísticos del Japón Imperial (Japonés: 皇国書画名家一覧;  Hepburn:Kōkoku shoga meika ichiran?).
Nació en la ciudad de Edo el 30 de abril de 1839. Solo conoció a su padre, el comerciante Owariya Kinzaburo, con el que vivió durante su infancia hasta que se trasladó con su tío Tsukioka Sessai de quien heredó el nombre. En 1871 cayó en una depresión que le impidió trabajar durante un año sumiéndole en un estado de extrema pobreza. Volvió a caer enfermo en 1873 y siguió sufriendo problemas económicos a pesar de su renovada actividad artística desde 1874. En los siguientes años comenzó a recibir más encargos mejorando así su situación económica y en 1877 consiguió reunir suficiente dinero para comprar una residencia en el centro de Tokio gracias al éxito de sus grabados sobre la Rebelión_de_Satsuma (Japonés: 西南戦争;  Hepburn:Seinan Sensō?)(1877). A lo largo de su vida Yoshitoshi vivió con diferentes amantes. En 1880 conoció a la geisha Sakamaki Taiko con la que se trasladó a vivir a Nezu donde se casaron en 1884. Durante estos años fue contratado de forma permanente por el Periódico gratiuto (Japonés: 繪入自由新聞;  Hepburn:E iri jiyū shimbun?) consiguiendo así una fuente estable de ingresos. En 1891 comenzó a sufrir demencia y fue ingresado en diferentes psiquiátricos sin llegar a recuperarse. Murió con cincuenta y tres años el 9 de junio de 1892 en la ciudad de Tokio cuando estaba preparando su última serie de grabados titulada Nuevas formas de treinta y seis espíritus (Japonés: 新形三十六怪撰;  Hepburn:Shingata sanjūrokkaisen?).

## Educación como artista

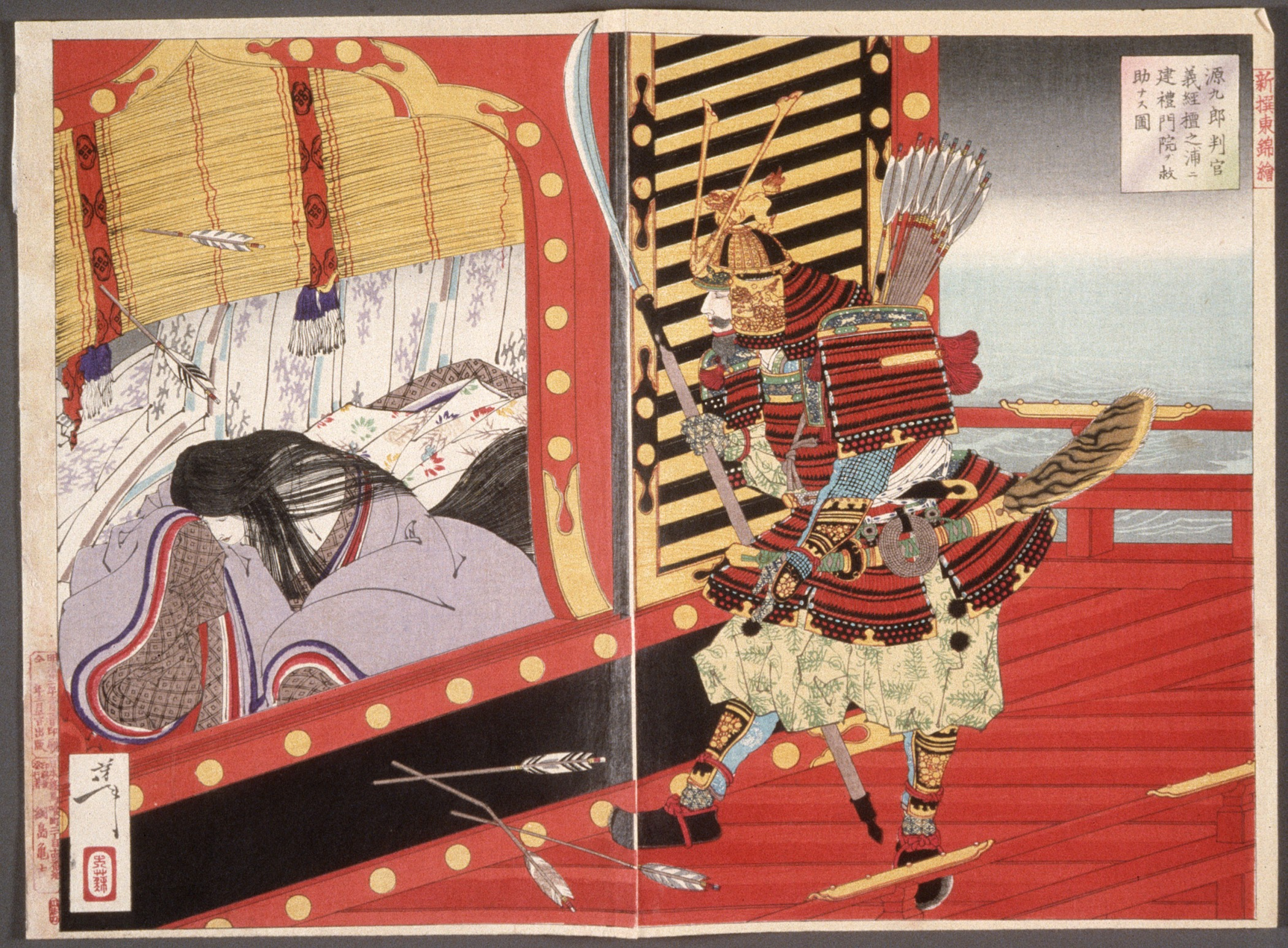
Nueva selección de pinturas de brocados (1885-1886), "Minamoto no Yoshitsune rescatando a Kenrei Mon'in durante la batalla de Dannoura".

Yoshitoshi aprendió el arte del grabado en el estudio del artista Utagawa Kuniyoshi (歌川国芳 1797-1861), donde entró como aprendiz en 1850 cuando tenía once años. Es posible que tuviese su primer contacto con el arte europeo en este taller ya que Kuniyoshi contaba con grabados europeos en su colección personal.
Además de su aprendizaje formal en el estudio de Kuniyoshi, estudió la obra del artista Kikuchi Yōsai (1788-1878), especialmente sus ilustraciones monocromáticas con representaciones de personajes históricos. La influencia de Yōsai se refleja tanto en la temática histórica como en los aspectos realistas de sus obras realizadas a partir de 1873.

## Obras

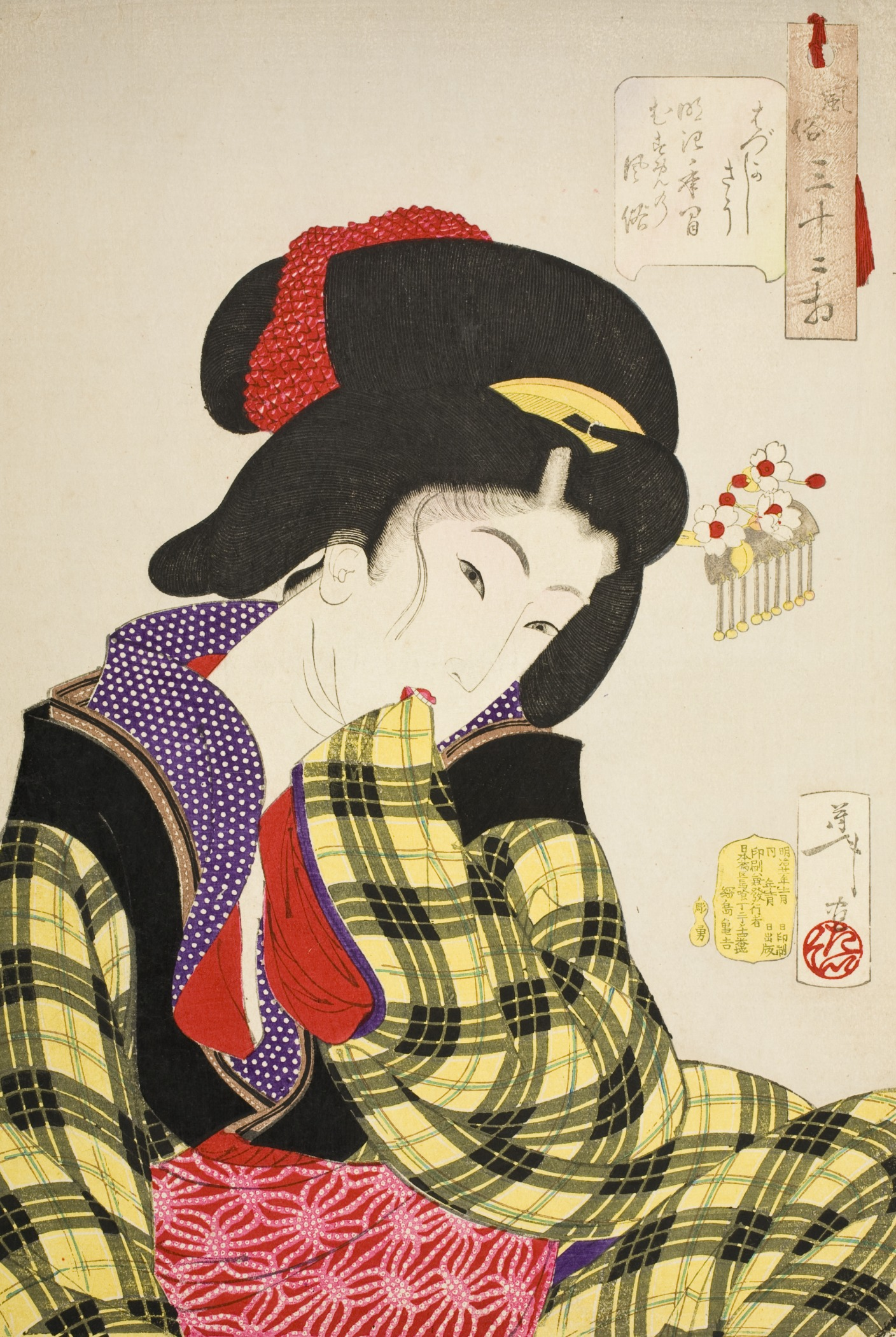
Treinta y dos aspectos de costumbres sociales de las mujeres (1885-1889), "De aspecto tímido: la apariencia de una joven del periodo Meiji"

El tríptico Guerreros de Heike cayendo al mar (Japonés: 文治元年平家一門海中落入図;  Hepburn: Bunji gan'nen heike ichimon kaichū rakuju zu?) publicado en 1853, se considera su obra más antigua. Aunque Yoshitoshi es conocido por sus grabados de temática violenta, fue un artista muy polifacético llegando a realizar obras en casi todos los géneros populares de la Era Meiji, desde ilustraciones para periódicos a paisajes (Japonés: 名所絵;  Hepburn: meisho-e?), escenas de guerreros (Japonés: 武者絵;  Hepburn: musha-e?), escenas de actores de teatro (Japonés: 役者絵;  Hepburn: yakusha-e?), diseños humorísticos (Japonés: 見立て絵;  Hepburn: mitate-e?), ilustraciones de fantasmas y escenas fantásticas, etc. No obstante, destacó por la producción de grabados de temática histórica en los que incorporó algunos rasgos estilísticos propios de la pintura europea.
Desde la muerte de su maestro en 1861, Yoshitoshi realizó principalmente grabados con ilustraciones de actores de teatro kabuki (yakusha-e 役者絵). Entre 1863 y 1871 su producción artística se centró en obras de temática histórica y militar con muchas ilustraciones de escenas violentas, probablemente inspirado en los conflictos derivados del fin del régimen del clan Tokugawa. De estas destacó la serie titulada Eimei Nijūhasshūku (英名二十八衆句 "Veintiocho asesinatos con verso"). En los primeros años de la década de los setenta Yoshitoshi no produjo casi obras a causa de su débil salud. Sin embargo, a partir de 1873 reanudó su actividad artística y comenzó a firmar con el nombre artístico (gō 号) de Taiso (大蘇 “gran resurrección”). En este periodo recibió diversos encargos de series de temática militar, como Keisei Suikoden (傾城水滸伝 "Biografías de valientes tigres borrachos"), y sus representaciones se volvieron menos violentas.
Desde 1876 hasta su muerte publicó sus series más representativas, entre las que destacan las siguientes: Shinsen azuma nishiki-e (新撰東錦絵 "Nueva selección de pinturas de brocados", 1885-1886), Yoshitoshi musha burui (芳年武者无類 "Los guerreros de Yoshitoshi", 1883), Tsuki hyakushi (月百姿 "Cien Aspectos de la Luna", 1885-1891) o Fūzoku sanjūniso (風俗三十二相 "Treinta y dos aspectos de costumbres sociales de las mujeres", 1885-1889). Su prolífica producción de estos años se debió probablemente a la estabilidad económica que le otorgó su empleo fijo en el periódico Eiri jiyu shimbun (繪入自由新聞) sumado a los ingresos que recibía de los numerosos encargos provenientes de editores y otros periódicos. En estos años disfrutó de una gran popularidad entre el público japonés.
Al igual que otros artistas de ukiyo-e también realizó obras con representaciones del género bijin-ga (美人画 "imágenes de mujeres hermosas"), destacando su serie Mitate tai zukushi (見立多以尽 "Una comparación de deseos") publicada en 1877. Además de obras con representaciones de actores de teatro kabuki (yakusha-e 役者絵), Yoshitoshi también produjo grabados con escenas de teatro nō (能楽). Su interés por este arte dramático comenzó en 1873 cuando entró en contacto con el actor Umewaka Minoru I.

## Listado de obras

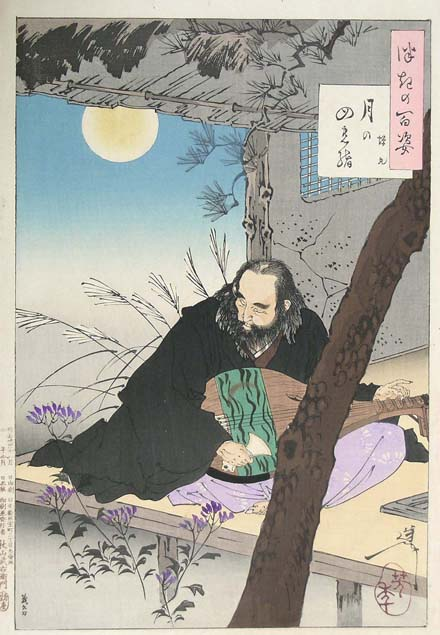
Cien Aspectos de la Luna (1885-1891), "Cuatro cuerdas - Semimaru".

- Guerreros de Heike cayendo al mar (Japonés: 文治元年平家一門海中落入図;  Hepburn: Bunji gan'nen heike ichimon kaichū rakuju zu?), 1853.
- Veintiocho asesinatos con verso (Japonés: 英名二十八衆句;  Hepburn: Eimei Nijūhasshūku?), 1866-1868.
- Biografías de valientes tigres borrachos (Japonés: 傾城水滸伝;  Hepburn: Keisei Suikoden?), 1874.
- Una comparación de deseos (Japonés: 見立多以尽;  Hepburn: Mitate tai zukushi?), 1877.
- Nueva selección de pinturas de brocados (Japonés: 新撰東錦絵;  Hepburn: Shinsen azuma nishiki-e?), 1885-1886.
- Los guerreros de Yoshitoshi (Japonés: 芳年武者无類;  Hepburn: Yoshitoshi musha burui?), 1883.
- Cien Aspectos de la Luna (Japonés: 月百姿;  Hepburn: Tsuki hyakushi?), 1885-1891.
- Treinta y dos aspectos de costumbres sociales de las mujeres (Japonés: 風俗三十二相;  Hepburn: Fūzoku sanjūniso?), 1885-1889.
- Nuevas formas de treinta y seis espíritus (Japonés: 新形三十六怪撰;  Hepburn: Shingata sanjūrokkaisen?), 1893.

## Discípulos
A lo largo de su carrera llegó a tener ochenta discípulos a su cargo. Yoshitoshi aceptó a su primer alumno Kanaki Toshikage (金木年景 a. 1868-1892) en la década de los años 70. Sus discípulos más destacados fueros:
- Kanaki Toshikage (金木年景 a. 1868-1892)
- Mizuno Toshiaka (水野年方 1866-1908)
- Migita Toshihide (右田年英 1863-1925)
- Tsukioka Kogio (月岡耕漁 1869-1927)
- Utagawa Yoshimune II (歌川吉宗 (二代) 1863-1941)

## Otras lecturas y fuentes
- Segi, Shin'ichi (1985). Yoshitoshi: the splendid decadent. New York: Kodansha International. ISBN 0870117122.
- Stevenson, John (2001). Yoshitoshi's One Hundred Aspects of the Moon. Leiden: Hotei Publishing. ISBN 978-90-74-82242-8.